# Tammaritu I
Tammaritu I va ser rei d'una part d'Elam entre els anys 653 aC i 652 aC. El seu breu regnat es va iniciar després de la decapitació del seu predecessor Teumman l'any 653 aC.
Urtak, el pare, havia governat Elam des del 675 aC al 664 aC, i quan va morir el va succeir Teumman, el seu nebot. Els dos fills van haver de fugir d'Elam per escapar de Teumman, i es van refugiar a Assíria, a Nínive. Segons sembla, Tammaritu I era el fill petit.
Després de la mort de Teumman, el rei assiri Assurbanipal va dividir el regne d'Elam, i va posar al front de Madaktu amb el títol de "rei" a Humbannikaix, i a Tammaritu el va nomenar "rei" d'Hidali. Mentrestant Assurbanipal s'enfrontava al seu germà Xamaix-xuma-ukin, rei de Babilònia, que s'havia revoltat contra ell i Humbannikaix es va unir a la rebel·lió, enviant tropes en ajuda de Xamaix-xuma-ukin l'any 652 aC. El rei d'Assíria va derrotar el seu germà i a les forces elamites, i poc després, un home anomenat Tammaritu, que no era aquest, va ser posat al tron d'Elam. Els historiadors coneixen al nou rei amb el nom de Tammaritu II.